# Girl, You'll Be a Woman Soon
«Girl, You'll Be a Woman Soon» (дослівний переклад з англ. «Дівчинко, ти скоро станеш жінкою») — пісня, написана американським музикантом Нілом Даймондом, і яку він записав у 1967 році на лейблі Bang Records. Дісталась 10-ї позиції у чарті попсинглів США. Друге життя пісня отримала у 1994 році, коли стала саундтреком до фільму «Pulp Fiction» у виконанні рок-групи Urge Overkill. Також її виконували Кліф Річард (1968), Джекі  Едвардс (1968), «The Biddu Orchestra» (1978) та «16 Volt» (1998). 

## Версія Ніла Даймонда
Пісня вперше з'явилася на альбомі Даймонда «Just for You». Моно та стерео версії цієї пісні незначно відрізняються. Пісня адресувалась молодим фанаткам Ніла, яких було чимало.

### Список треків
7 "сингл
1. "Girl, You'll Be a Woman Soon"
2. "You'll Forget"

### Чарти
| Чарт (1967)              | Найвища позиція |
| ------------------------ | --------------- |
| US Billboard Pop Singles | 10              |
| Чарт (1971)              | Найвища позиція |
| Dutch Mega Top 100       | 27              |

## Версія Кліфа Річарда
Кліф Річард записав цю пісню для сторони В свого синглу «I'll Love You Forever Today», пісня звучала у фільмі «Two a Penny». 

### Список треків
7 "сингл
1. "I'll Love You Forever Today" – 3:06
2. "Girl, You'll Be a Woman Soon" – 3:04

### Чарти
| Чарт (1968)      | Найвища позиція |
| ---------------- | --------------- |
| UK Singles Chart | 27              |

## Версія Urge Overkill
У 1992 році альтернативний рок-гурт «Urge Overkill» записав кавер на пісню для свого EP «Stull». Ця версія буде пізніше звучати у фільмі Квентіна Тарантіно «Pulp Fiction». Перевидана як сингл, ця версія досягла певного успіху в чартах в Америці і не тільки. Пісня також була звучала у другому епізоді культового британського серіалу «Misfits».
Ідея включити пісню у фільм належить Квентіну Тарантіно. Після виходу саундтреку, гурт «Urge Overkill» підписав контракт з Geffen Records і записав альбом.

### Список треків
CD сингл
1. "Girl, You'll Be a Woman Soon" – 3:10
2. "Bustin' Surfboards" by The Tornadoes – 2:27
3. "Bullwinkle Part II" by The Centurions – 2:18

### Чарти
| Чарт (1994/95)                   | Найвища позиція |
| -------------------------------- | --------------- |
| Australian ARIA Singles Chart    | 21              |
| Austrian Singles Chart           | 22              |
| Belgian (Wallonia) Singles Chart | 29              |
| French SNEP Singles Chart        | 10              |
| New Zealand RIANZ Singles Chart  | 19              |
| UK Singles Chart                 | 37              |
| US Billboard Hot 100             | 59              |
| US Billboard Modern Rock Tracks  | 11              |